# Richard Falkenberg (Maler)
Richard Falkenberg (* 20. September 1875 in Elberfeld, Rheinprovinz; † 1948 in Zeulenroda, Thüringen) war ein deutscher Landschafts-, Marine-, Interieur- und Stilllebenmaler der Düsseldorfer Schule.

## Leben

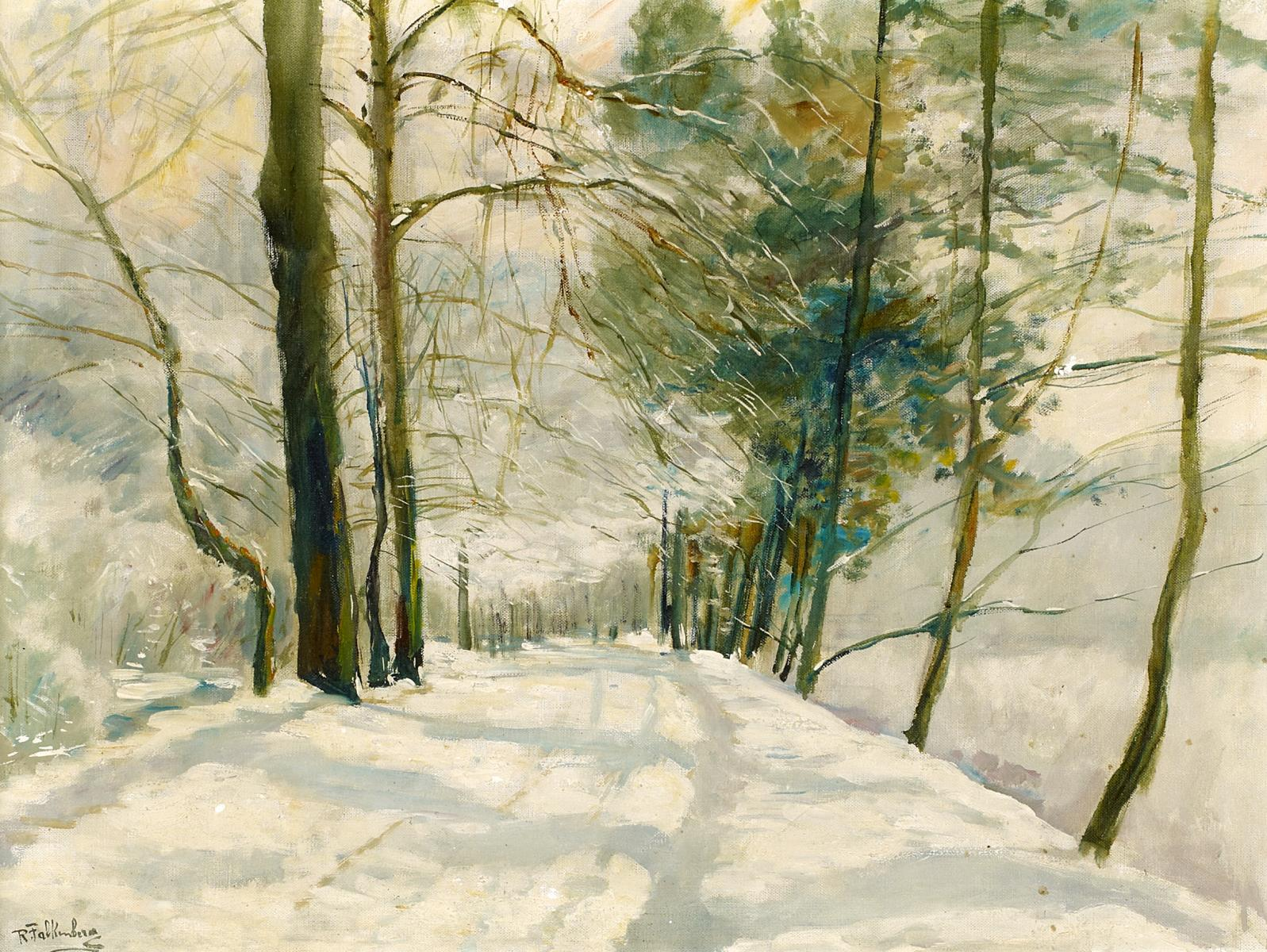
Allee im Winter, um 1920

In den Schuljahren 1893 und 1894 besuchte Falkenberg die Elementarklasse der Kunstakademie Düsseldorf. Dort war er Schüler von Heinrich Lauenstein. Außerdem ging er als Privatschüler in das Atelier des Landschaftsmalers Olof Jernberg. Erneut besuchte er die Düsseldorfer Akademie in den Jahren 1907/1908 und 1922 bis 1925. In Düsseldorf, wo er dem Künstlerverein Malkasten angehörte und noch um 1930 genannt wurde, nahm er seit 1904 an Ausstellungen teil. Gelegentlich beschickte er auch die Große Berliner Kunstausstellung. Wie auch sein Lehrer Jernberg arbeitete Falkenberg mit impressionistischen Malweisen.